# 張秉鵬
張秉鵬（1767年—1834年），小名張泡，表字惟明，號和平。福建泉州晉江出身，屬於頂郊的三邑人族群，為臺灣清治時期著名的艋舺郊商。張德寶（或作張得寶）商號的創始者。張秉鵬的致富過程，有著一段與海賊蔡牽的傳奇故事。艋舺民間當時口耳相傳著一句「第一好張德寶，第二好黃阿祿嫂，第三好馬俏哥」的俗諺，顯示出由張秉鵬為當地數一數二的巨富。

## 生平

### 早年
清代乾隆年間，張秉鵬的父母相繼逝世。張家十分貧窮，父母雙亡後即僅依靠兄長張秉宇維持家計；然而，不料哥哥壯年因病早逝，嫂嫂隨即帶著幼侄改嫁。小名「阿泡」的張秉鵬，遂流落於泉州真武廟前，人人稱呼他為「泡官」。相傳他有日遇見了一位相士，經相士詳細觀看了面相與手相之後，得知了自己「有財無庫」。相士基於私心，編了個自己女兒「有庫無財」的理由，便將女兒許配給了張秉鵬。張秉鵬眼見當時多數同鄉都出海討生活，又在相士岳父的指點之下，遂隻身前往北台灣謀生。

### 創業
起初，張秉鵬在商行裡擔任夥計以及廚役的工作，薪水十分微薄。不過，張秉鵬勤勞上進的態度博得行主的信任，他的收入也跟著逐日漸增。他省吃儉用，不過幾年便已有了一定的積蓄。他遂與朋友合股投資前往「北頂」辦貨的商團，從中獲取了不少利益。此時，行主對張秉鵬已是刮目相看，便擢升他為行員，每每辦貨皆隨行出海。有一次，行主將辦貨任務交由張秉鵬來帶領，從北頂滿載貨物而歸；然而，正當船隊將駛入滬尾港口時，卻遭遇橫行於中國東南海的同安籍海賊蔡牽的襲擊與掠奪。這天，恰巧是大龍峒大道公廟落成、大道公神像開光點眼之日，自祖廟白礁慈濟宮進香歸返的神像，從滬尾準備入港，居民紛紛前往禮佛；沿途燒香、放鞭炮，蔡牽卻誤以為這是在歡迎自己，大喜，遂下令所有海賊不准殺害住民，張秉鵬與他的船員這才躲過一劫，僅被捉回賊寨。又在因緣際會之下，蔡牽的妻子又恰好是張秉鵬的同鄉，因此出力幫助張秉鵬脫離難關，蔡牽也轉而對張秉鵬友善。離開海賊寨營之前，蔡牽將一面黃旗授予張秉鵬。從此，掛著這面旗的北頂船隊再也不受海賊的侵襲，而張秉鵬也因此而發跡，脫離原本的商行，創立了獨自經營的「張德寶商號」（又稱「張得寶」）。

### 晚年
張秉鵬創業後，張德寶成為當時艋舺「第一好額」（好額，臺語，富裕之意）的商號。張秉鵬致富後，於今日臺北護理健康大學的所在地建立大宅，設有槍樓、石牆、竹圍以及河溝等防禦建築，宛如一座城堡，固若金湯。道光十四年（1834年）十二月，張秉鵬卒於晉江，享年六十八。爾後，張德寶商號分為五間郊商，並逐漸為人所淡忘，但仍然具有十分顯著的影響力。1853年，相傳在艋舺爆發頂下郊拚時，身為頂郊的張德寶系商號，即給予三邑人相當大的資助，甚至在彈藥不足時提供通寶作為火器的彈藥使用，其富有程度不在話下。1920年，艋舺龍山寺重新翻修時，張德寶商號亦捐出鉅額協助。至今，根據張秉鵬的父系後裔表示，張德寶商號仍以祭祀公業的形式存續著。

## 相關作品

### 小說
- 廖漢臣，〈張得寶的致富奇談〉。
- 朱點人，〈賊頭兒曾切〉。

### 戲劇
- 台視 〈台灣民間故事〉 - 〈艋舺阿泡官〉[5]。

## 外部連結
- 鹿港意樓的再生 - 國史館臺灣文獻館